# Pradèlas de Cabardés
Pradèlas Cabardés (en francès Pradelles-Cabardès) és un municipi del departament de l'Aude a la regió francesa d'Occitània.